# Ingenmandsland (film fra 1970)
 For alternative betydninger, se Ingenmandsland (flertydig). (Se også artikler, som begynder med Ingenmandsland)
Ingenmandsland er en italiensk-jugoslavisk anti-krigsfilm fra 1970, instrueret af den italienske instruktør Francesco Rosi. På italiensk er navnet "Uomini contro" og på engelsk "Many Wars Ago". Filmen bygger på Emilio Lussus roman "Un anno sull'altopiano".
Handlingen udspiller sig ved Isonzofronten under den Første Verdenskrig 1916-1917. Den Italienske hær står overfor den Østrigisk-Ungariske ved Alperne, og begge sider har gravet sig ned i skyttegrave. De italienske generaler og andre officerer kræver alt for meget af deres soldater. Gang efter gang skal de italienske soldater storme fjenden og altid med det samme frygtelige resultat. De Østrigisk-Ungarske vandkølede maskingeværer skyder nemt de italienske soldater ihjel. Men når en major bliver dræbt skal hver femte mand fra en sektion henrettes som straf for den døde officer. Og det bliver kun værre og værre...
Filmen havde dansk premiere 15.september 1971, og blev vist af DR i 1993. Det italienske navn er svært at oversætte, "Uomini" er plural af "Uomo", der betyder "mand" eller "menneske" (homo sapiens). Og "contro" betyder "mod". Filmen skal ikke forveksles med den bosniske film med samme (danske) navn.